# Tiếng Đức Pfalz
Tiếng Đức Pfalz hoặc Pfaelzisch-Lothringisch (Pälzisch; tiếng Đức: Pfälzisch) là một phương ngữ Franken Trung Tây của tiếng Đức, được nói ở Thung lũng Thượng Rhine nằm trong khu vực giữa các thành phố Zweibrücken, Kaiserslautern, Alzey, Worms, Ludwigshafen am Rhein, Mannheim, Heidelberg, Speyer, Landau, Wörth am Rhein đến vùng Alsace ở Pháp nhưng cũng ở khu vực xa hơn. Tiếng Đức Pennsylvania hay tiếng Hà Lan Pennsylvania có nguồn gốc chủ yếu từ phương ngữ tiếng Đức Pfalz được nói bởi những người Đức di cư đến Bắc Mỹ từ thế kỷ XVII đến thế kỷ XIX và duy trì như ngôn ngữ mẹ đẻ của họ. Người Swabia Danube ở Croatia và Serbia cũng sử dụng nhiều yếu tố của nó. Thông thường, người ta phân biệt tiếng Pfalz được nói ở miền tây Pfalz (Westpfälzisch) và tiếng Pfalz được nói ở miền đông Pfalz (Vorderpfälzisch). Thuật ngữ tiếng Anh Palatine dùng để chỉ vùng Palatine nơi các phương ngữ này được sử dụng. 